# Jack Hendry
Jack Hendry (Glasgow, 7 mei 1995) is een Schots voetballer, die doorgaans uitkomt als centrale verdediger. Hij maakte in de zomer van 2023 de overstap van Club Brugge naar Al-Ettifaq. Hendry debuteerde in 2018 in het Schots voetbalelftal.

## Clubcarrière

### Partick Thistle
Hendry begon zijn voetballoopbaan bij de jeugd van Celtic, en speelde vervolgens nog bij de jeugd voor Peterborough United en Dundee United. In het seizoen 2014/15 tekende Hendry een contract bij Partick Thistle. Hij maakte zijn debuut in de Schotse hoogste afdeling op de laatste speeldag van het seizoen in een scoreloos gelijkspel tegen Motherwell FC.

### Wigan Athletic
Na twee seizoenen maakte Hendry de overstap naar Wigan Athletic. Daar werd hij na een half seizoen verhuurd aan Shrewsbury Town. Het daaropvolgende seizoen volgde een nieuwe verhuurperiode bij MK Dons. 

### Dundee United en Celtic
In het seizoen 2017/18 werd hij door Dundee United overgenomen en werd daar een van de sleutelfiguren. Op 31 januari 2018 bereikte Celtic een akkoord met Dundee waarop Hendry voor 4,5 seizoenen tekende bij Celtic. In 2020 werd hij voor een half seizoen uitgeleend aan Melbourne City uit Australië, hier kwam Hendry mede door de coronapandemie slechts twee keer in actie.

### KV Oostende
Gedurende het seizoen 2020/21 besliste Celtic om hem opnieuw uit te lenen, ditmaal aan de Belgische eersteklasser KV Oostende. Bij Oostende maakte Hendry meteen indruk en wist hij zich vrij snel in de ploeg te knokken naast de twee jonge Belgische verdedigers Anton Tanghe en Arthur Theate. Bij zijn eerste basisplaats op 12 september 2020 bezorgde hij zijn ploeg een belangrijke overwinning door in de 95ste minuut de 0-1 binnen te koppen in de competitiewedstrijd tegen concurrent KV Mechelen. Zijn tweede doelpunt kwam ongeveer vier maanden later, toen hij op 9 januari 2021 de 2–1 binnen werkte tegen R. Charleroi S.C., de eindstand bedroeg 3–2. Na afloop van het seizoen 2020/21 lichtte KV Oostende de aankoopoptie van anderhalf miljoen euro.

### Club Brugge
Tijdens de eerste zes speeldagen van het seizoen 2021/22 droeg hij nog het shirt van KV Oostende, maar op 31 augustus 2021 maakte Club Brugge bekend dat het de Schot voor vier miljoen euro overnam van de kustclub. Met Brugge speelde hij in de Champions League en werd hij landskampioen. In de kampioenswedstrijd in de play-offs scoorde Hendry tegen Royal Antwerp FC. In september 2022 verhuurde Brugge hem aan US Cremonese, dat zojuist gepromoveerd was naar de Serie A. In januari 2023 besliste coach Scott Parker dat hij het seizoen bij Club Brugge mocht afmaken.

## Clubstatistieken
| Seizoen | Club              | Competitie      | Competitie | Competitie | Beker | Beker | Internationaal | Internationaal | Totaal | Totaal |
| Seizoen | Club              | Competitie      | Wed.       | Dlp.       | Wed.  | Dlp.  | Wed.           | Dlp.           | Wed.   | Dlp.   |
| ------- | ----------------- | --------------- | ---------- | ---------- | ----- | ----- | -------------- | -------------- | ------ | ------ |
| 2014/15 | Partick Thistle   | Premiership     | 1          | 0          | 0     | 0     | —              | —              | 1      | 0      |
| 2015/16 | Partick Thistle   | Premiership     | 3          | 0          | 1     | 0     | —              | —              | 4      | 0      |
| 2015/16 | Wigan Athletic    | League One      | 0          | 0          | 3     | 0     | —              | —              | 3      | 0      |
| 2015/16 | → Shrewsbury Town | League One      | 6          | 0          | 0     | 0     | —              | —              | 6      | 0      |
| 2016/17 | → MK Dons         | League One      | 7          | 0          | 5     | 0     | —              | —              | 12     | 0      |
| 2016/17 | Wigan Athletic    | Championship    | 0          | 0          | 0     | 0     | —              | —              | 0      | 0      |
| 2017/18 | Dundee            | Premiership     | 24         | 1          | 6     | 1     | —              | —              | 30     | 2      |
| 2017/18 | Celtic            | Premiership     | 11         | 0          | 0     | 0     | —              | —              | 11     | 0      |
| 2018/19 | Celtic            | Premiership     | 4          | 0          | 3     | 0     | 8              | 0              | 15     | 0      |
| 2019/20 | Celtic            | Premiership     | 0          | 0          | 1     | 0     | —              | —              | 1      | 0      |
| 2019/20 | → Melbourne City  | A-League        | 2          | 0          | 0     | 0     | —              | —              | 2      | 0      |
| 2020/21 | KV Oostende       | Eerste Klasse A | 30         | 2          | 0     | 0     | —              | —              | 30     | 2      |
| 2021/22 | KV Oostende       | Eerste Klasse A | 6          | 0          | 0     | 0     | —              | —              | 6      | 0      |
| 2021/22 | Club Brugge       | Eerste Klasse A | 23         | 1          | 3     | 0     | 6              | 0              | 32     | 1      |
| 2022/23 | Club Brugge       | Eerste Klasse A | 1          | 0          | 0     | 0     | —              | —              | 1      | 0      |
| 2022/23 | → Cremonese       | Serie A         | 4          | 0          | 2     | 0     | —              | —              | 6      | 0      |
| 2022/23 | Club Brugge       | Eerste Klasse A | 7          | 0          | 0     | 0     | 1              | 0              | 8      | 0      |
| 2023/24 | Al-Ettifaq        | Saudi League    | 34         | 0          | 2     | 0     | —              | —              | 36     | 0      |
| Totaal  | Totaal            | Totaal          | 163        | 4          | 26    | 1     | 15             | 0              | 204    | 5      |

Bijgewerkt op 26 juni 2024.

## Interlandcarrière
Hendry werd in maart 2018 voor het eerst opgeroepen voor het Schots voetbalelftal. Bondscoach Alex McLeish nam de verdediger op in zijn selectie voor de duels met Costa Rica en Hongarije. Hij debuteerde op dinsdag 27 maart 2018 in de met 0–1 gewonnen uitwedstrijd tegen Hongarije. Hendry speelde de volledige wedstrijd.
Op woensdag 2 juni 2021 scoorde Hendy zijn eerste doelpunt voor de Schotse nationale ploeg. Hij opende de score met een afstandsschot tijdens een vriendschappelijke wedstrijd tegen Nederland, de wedstrijd eindigde op een 2–2 gelijkspel.
Jack Hendry zat in de Schotse selectie op het Europees kampioenschap voetbal 2020. Op maandag 14 juni 2021 debuteerde hij op een groot toernooi met een basisplaats tegen Tsjechië, het was voor de Schotten tevens de eerste keer in 23 jaar dat ze zich kwalificeerden voor zo'n toernooi. Hendry werd op 7 juni 2024 door bondscoach Steve Clarke opgenomen in de Schotse selectie voor het EK 2024 in Duitsland. Schotland werd in de groepsfase uitgeschakeld na nederlagen tegen Duitsland (5–1) en Hongarije (0–1) en een gelijkspel tegen Zwitserland (1–1). Hendry kwam iedere wedstrijd in actie.

## Erelijst
| Competitie              |        |                  |        |        |
| Competitie              | Aantal | Jaren            |        |        |
| Celtic                  | Celtic | Celtic           | Celtic | Celtic |
| ----------------------- | ------ | ---------------- | ------ | ------ |
| Scottish Premier League | 2×     | 2017/18, 2018,19 |        |        |
| Scottish Cup            | 2×     | 2017/18, 2018/19 |        |        |
| Scottish League Cup     | 1×     | 2018/19          |        |        |
| Club Brugge             |        |                  |        |        |
| Jupiler Pro League      | 1×     | 2021/22          |        |        |